# Mary Putnam Jacobi
Mary Putnam Jacobi, född 1842, död 1906, var en amerikansk läkare.
Hon tog examen från Woman's Medical College of Pennsylvania 1864. Hon blev 1868 den första kvinnan att studera vid École de Médecine vid Parisuniversitetet. Hon blev berömd för sitt arbete The Question of Rest for Women during Menstruation (1876), som tillbakavisade den samtida läkarvetenskapens vidskepliga syn på menstruation. 